# Obscuriphantes obscurus
Obscuriphantes obscurus là một loài nhện trong họ Linyphiidae.
Loài này thuộc chi Obscuriphantes. Obscuriphantes obscurus được John Blackwall miêu tả năm 1841.